# Torbjörn Nilsson
Torbjörn Anders Nilsson, född 9 juli 1954 i Västerås, är en svensk fotbollstränare och före detta fotbollsspelare (anfallare).
Nilsson är allmänt ansedd som en av Sveriges bästa fotbollsspelare genom tiderna.
Nilsson är IFK Göteborgs bäste målskytt genom tiderna (sammanlagt 332 mål) och känd som den starkast lysande stjärnan i det lag som under 1980-talets första hälft var dominerande i svensk fotboll och även lyckades väl i de europeiska cuperna, med bland annat UEFA-cupseger 1982 och semifinalplats i Europacupen 1986. 
Nilsson är som medlem nr 8 invald i Svensk fotbolls Hall of Fame.

## Spelarkarriär

### Unga år
Torbjörn Nilsson växte upp i Hallstahammar innan familjen flyttade till Partille. Han växte upp med föräldrarna Göte och Daisy och bröderna Rolf och en bror och syster. I sju-åttaårsåldern började han 1965 spela i Jonsereds IF då hans storebror spelade i klubbens A-lag. Hans idoler var Ove Kindvall och Johann Cruyff. Debuten i Jonsereds A-lag kom som 16-åring och han var därefter med att ta föreningen två divisioner uppåt i seriesystemet. Klubben var nära att gå upp ytterligare en division men man förlorade kvalet till division II (den då näst högsta serien i Sverige).

### Genombrott, upp och ner
Efter några år i Jonsereds IF:s A-lag tog Nilsson som nittonåring i december 1974 klivet till IFK Göteborg. Han värvades av Anders Bernmar och fick jobb vid sidan av fotbollen på Volvo Fritid i Kungälv. I IFK Göteborg som då spelade i division II kom genombrottet ganska omgående och han fick också debutera i det svenska landslaget. 
Tjugotvå år gammal värvades han i januari 1977 till PSV Eindhoven där Ralf Edström varit stjärna i flera år. Nilsson debuterade i Eredivisie den 8 januari 1977, men trivdes inte alls i klubben och hamnade som reserv.  Efter åtta månaders misslyckat proffsäventyr flyttade han hem i september 1977, knäckt och helt utan självförtroende, kom han tillbaka på Kamratgården och gemytligheten i IFK Göteborg. Här fick han mogna i lugn och ro i takt med att laget fick en allt tydligare spelidé; mycket beroende på den nye tränaren Sven-Göran Eriksson som förstod sig på och respekterade Torbjörns sårbarhet som människa lika mycket som hans storhet som spelare. "Svennis" föreslog också att Nilsson skulle börja med mental träning. Detta "räddade karriären" menade Nilsson själv många år senare.

### Folkkär stjärna och stor i Europa
IFK Göteborg tog sig i början på 1980-talet tillbaka till toppen av Allsvenskan och etablerade sig som ett lag med topp tre-placeringar. I takt med laget hade Nilsson tålmodigt utvecklat sitt spel och växt med framgångarna. År 1981 vann han skytteligan med 20 mål på 26 matcher och både Nilsson och Göteborg verkade mogna för något större. Detta visade sig i form av ett långt avancemang i UEFA-cupen. Med de TV-sända matcherna mot de västtyska lagen FC Kaiserslautern (semifinal) och Hamburger SV (final) klev laget, med Torbjörn i spetsen som den spelare som ofta stod för avgörande insatser, rakt in i svenska folkets vardagsrum och hjärtan. I den avgörande finalmatchen på bortaplan mot Hamburg låg Nilsson bakom två mål och gjorde det andra själv i 3–0 segern som gav Göteborg UEFA-cupens pokal och honom själv chansen att återigen pröva på proffslivet utomlands. Nilsson, som samtidigt vunnit skytteligan i turneringen, värvades under sommaren av semifinalmotståndaren FC Kaiserslautern. Där blev han klubbkamrat med den svenska målvakten Ronnie Hellström samt tyska storspelare som Hans-Peter Briegel och en ung Andreas Brehme. Vid denna tidpunkt var Nilsson nära att hamna i både Sven-Göran Erikssons Benfica och Nisse Liedholms Roma.  Efter säsongens slut fick han också välförtjänt Guldbollen som Sveriges bäste fotbollsspelare 1982. Någon SM-guldmedalj fick han dock inte då han i och med proffsflytten under våren spelat för få matcher.  
Efter två godkända säsonger i Kaiserslautern, 22 mål i Bundesliga, tackade Nilsson nej till en kontraktsförlängning och sommaren 1984 var Nilsson tillbaka i IFK Göteborg igen. Igenom hela sin karriär hade han varit beroende av att ha trivsel och ett gott kamratskap omkring sig i den klubb han spelade för. Detta var något han ständigt saknade i klubbarna utomlands.Torbjörn Nilssons kontrakt hade gått ut hösten 1985, men spelarrådet i IFK Göteborg övertygade honom till att fortsätta ett halvår till.

### I landslaget
Trots succédebut i landslaget med två ordnade straffar och ett mål i en 6–0-seger över Finland 11 augusti 1976 blev landslaget inget återkommande för Torbjörn Nilsson. Det låga antalet landskamper, 28 landskamper på nio år, berodde på att han under några år valde att tacka nej – trots att han skulle varit given i en svensk startelva. I VM i Argentina 1978 var han, trots vikande form efter proffstiden i Holland, uttagen i truppen. Han spelade den sista gruppspelsmatchen mot Spanien (svensk förlust med 1–0) och bedömde själv sin insats som "usel".
Efter VM-kvalmatchen mot Nordirland på Råsunda 3 juni 1981, bojkottade Nilsson landslaget i tre och ett halvt år, före comebacken i VM-kvalmatchen mot Portugal i Lissabon 14 november 1984. Nu hade han återvänt till Blåvitt efter åren i Kaiserslautern. Det funkade väldigt bra i klubblaget, men orsaken till det långa uppehållet var att han inte kände sig lika bekväm i landslaget och tyckte att han inte kunde tillföra landslaget någonting. Förbundskapten Lars "Laban" Arnesson och Nilsson såg annorlunda på fotboll. Arnesson ville väldigt gärna spela med en 4-3-3-uppställning, en enligt honom svensk modell, som inte alls passade Nilsson. Men inför den viktiga VM-kvalmatchen mot Portugal övertalades Nilsson, och insatsen var magnifik och det blev hans bästa landskamp. Han fixade en straffspark och sköt egenhändigt in 3-1-målet. Nilssons sista landskamp blev kvalmatchen mot Tjeckoslovakien 16 oktober 1985, som Sverige förlorade med 2-1.

### Tidigt karriärslut
Efter två lyckade år tillbaka i IFK Göteborg avslutade Nilsson, inte ens 32 år fyllda, sin karriär sommaren 1986. En Europacupfinal kunde blivit den ultimata slutpunkten men i semifinalen mot FC Barcelona föll man efter straffsparksläggning efter att Nilsson gjort två mål i den första matchen på hemmaplan i en skrällseger med 3–0. En försvarad skytteligatitel i Europacupen med 6 mål blev ett knappt plåster på såren för Nilsson som aldrig satte jaget framför laget under hela sin karriär. En uppsträckt arm och/eller ett leende var den största glädjeyttring han någonsin tog sig för efter ett gjort mål – allt för att inte visa sig större eller bättre än sina lagkamrater. 
Nilsson varvade sedan ner några år i moderklubben Jonsereds IF som spelare och påbörjade samtidigt en tränarkarriär som tämligen omgående skulle ta honom till stora nationella framgångar.
Han drev restaurangen Tottes i Westsamhuset vid Partihallarna i Göteborg 1986–1989. Han drev också Rastas restaurang i Gårda.

## Tränarkarriär

### Märklig prestation med ÖIS
Nilsson inledde sin tränarkarriär i Jonsereds IF 1988 och förde sedan Örgryte till Allsvenskan år 1992. Det märkliga med prestationen är att Nilsson i och med detta, möjliggjort på grund av det svenska seriesystemets utformning just detta år, hittills är enda svenske tränaren i historien som fört ett lag till Allsvenskan utan att ha spelat i den näst högsta serien då säsongen startat. Laget hade inlett säsongen i division 2, vunnit "vårupplagan" av densamma, och sedan via en "höstserie" mot division 1-motstånd med ett därpå följande kvalspel avancerat till en allsvensk plats säsongen 1993. Nilsson lämnade dock ÖIS efter prestationen för att istället ta sig an IK Oddevold.

### Nya lag, nya avancemang
Trots Oddevolds fem raka förluster i inledningen av säsongen 1995 ledde Nilsson ännu en gång ett lag upp i Allsvenskan. Det blev bara ytterligare en förlust efter den skrala inledningen och man vann till sist serien med 6 poängs marginal. Efter avancemanget tog Nilsson ett sabbatsår från fotbollen och istället blev föreläsningar kring motivation och psykologins betydelse något av Nilssons eget varumärke. Väl tillbaka till tränarsysslan förde han sedan sin tredje raka klubb upp till Allsvenskan då han säsongen 1997 tränade Västra Frölunda IF, ett lag som säsongen innan varit endast en poäng från negativt kvalspel. Under de två efterföljande säsongerna, med Nilsson för första gången vid rodret i ett Allsvenskt lag, slutade laget på femte respektive sjunde plats i serien.

### Första bakslaget som tränare
Efter ytterligare ett uppehåll från fotbollen var Nilsson 2001 tränare för ännu ett lag i Göteborgsregionen: BK Häcken. Efter 24 poäng på 26 matcher åkte klubben dock ur Allsvenskan och Nilsson fortsatte inte som tränare för laget. Efteråt har han menat att han kände att han hade tappat spelarnas förtroende; något som berodde på att han hade många andra bollar i luften då han samtidigt var familjefar och dessutom hade börjat att föreläsa.

### Förbundsuppdrag
Mellan 2002 och 2004 fick Nilsson uppdraget att leda Sveriges U21-landslag. Laget tog sig via ett lyckat kvalspel till U21-EM 2004 där man till sist slutade på fjärde plats efter förlust mot Serbien i semifinalen och mot Portugal i matchen om tredje pris. Efter förbundskaptenssysslan tog Nilsson nu ännu en timeout från tränarsysslan och ägnade sig mer åt rollen som föreläsare kring fotbollens fysiska och psykiska betingelser.

### Tränare för Kopparbergs/Göteborgs FC
År 2008 tog Nilsson för första gången över tränarrollen i ett damlag då han skrev på för Kopparbergs/Göteborg FC. Det uttalade målet var att bli "världens bästa klubblag för damer". Första året slutade laget på sjätte plats, följt av en fjärdeplats och två andraplatser de följande säsongerna. För sin insats säsongen 2011, då laget slutade tvåa, tilldelades Nilsson på fotbollsgalan utmärkelsen "Årets tränare".
I slutet av säsongen 2013 meddelade Nilsson att han tänkte bryta sitt kontrakt efter säsongen. Hans främsta meriter som tränare för Kopparbergs/Göteborg FC blev därmed två segrar i Svenska cupen, 2011 och 2012. På senhösten 2013 började Nilsson istället skriva på en bok, Förstå spelets idé, som gavs ut i slutet av september 2014.

### Nya inhopp som tränarassistent
I samband med att Nilssons arbete med boken var klart accepterade han att hjälpa till som forwardstränare för division 1-klubben Utsikten under hösten 2014.
Den 18 juli 2017, 31 år efter avslutad karriär i IFK Göteborg, accepterade Nilsson att bli andretränare i nämnda klubb under nye huvudtränaren Alf Westerberg som tog över efter att Jörgen Lennartsson fått sparken efter lagets skrala insats efter halva säsongen (11:e plats efter 15 omg).

## Stor Grabb och Hall of Fame
Nilsson blev år 1979 Stor grabb inom svensk fotboll och år 2003 valdes han i den första selektionen som medlem nr 8 in i Svensk fotbolls Hall of Fame. Han presenteras där med texten:
"En fotbollskonstnär som blommade i IFK Göteborgs tröja, allra mest under säsongen 1982 med UEFA-cupfinal mot Hamburg som höjdpunkt"

## Psykets betydelse

### Sviktande självförtroende
Nilsson storhet på planen är oomtvistad. Lika känd var hans – mest som ungt utlandsproffs – sviktande tro på sig själv då han ibland "var rädd för bollen" och hellre satt på bänken. Under perioder av sin karriär, när han var på spelhumör, kunde Nilsson göra briljanta framträdanden och dominera matcher. Ett exempel var när han efter många års bojkott av landslaget gjorde comeback i den svåra bortamatchen mot Portugal och på egen hand förde Sverige till segern med två mål. En annan match då Nilssons fotbollskonst stod i centrum var i hemmamatchen i Europacup-semifinalmatchen mot FC Barcelona 1986 då han gjorde två mål tillsammans med ett i övrigt bländande spel. I returmatchen var han inte alls lika framträdande och under den avgörande straffsparksläggningen vägrade han, trots all sin rutin, att slå en av straffarna; enligt honom själv beroende på att han helt enkelt inte trodde att han skulle göra mål.

### Hjälp via delmål
Under andra tillfällen i sin spelarkarriär, främst under sin tid som utlandsproffs, var Nilsson under vissa matcher alls ingen tillgång för sitt lag. Ibland ville han inte ens ha bollen och satt hellre på bänken (eller läktaren) än spelade. Det gick så långt att Nilsson sökte och fick psykologhjälp, bland annat av norske idrottspsykologen Willi Railo där han utvecklade sin förmåga att vara "bäst när det gäller". Denna hjälp, ihop med en tränare (Sven-Göran Eriksson) som trodde på honom och gav honom tid att lyckas, gjorde att Nilsson lärde sig att "tänka rätt". Nilsson började att bryta ned sina uppgifter i små delmål: "Landskamp" blev i stället "bollmottagning", "dragning" och "skott". Dessa erfarenheter från karriären som spelare använde/använder Nilsson sig av som tränare och/eller föreläsare kring just psykets och motivationens betydelse för att en idrottsman ska lyckas – och samtidigt må bra.

## Meriter

### I klubblag
IFK Göteborg
- Svensk mästare (2): 1982 (ej medalj, lämnade för Kaiserslautern under sommaren), 1984
- Svenska Cupen (2): 1978/79, 1981/82
- UEFA-cupmästare (1): 1982

### I landslag
Sverige
- 28 A-landskamper, 9 mål
- Uttagen i truppen till VM 1978

### Individuellt
- Guldbollen som Sveriges bästa fotbollsspelare (1): 1982
- Allsvensk skyttekung (1): 1981 (20 mål)
- Skyttekung i Europacupen för mästarlag (nuvarande Champions League) (2): 1984/85 (7 mål), 1985/86 (6 mål)
- Skyttekung i UEFA-cupen (1): 1981/82 (9 mål)
- Mottagare av Stora grabbars märke, 1979
- Invald i Svensk fotbolls Hall of Fame, 2003

## Privatliv
Nilsson är gift och har tre söner.

### Webbkällor
- Torbjörn Nilsson, sportkonsult AB
- web4sport.com
- worldfootball.net